# Tise Sogn
 Ikke at forveksle med Thise Sogn.
Tise Sogn er et sogn i Brønderslev Provsti (Aalborg Stift).
I 1800-tallet var Tise Sogn anneks til Vrensted Sogn. Begge sogne hørte til Børglum Herred i Hjørring Amt. Vrensted-Tise sognekommune blev ved kommunalreformen i 1970 delt: Tise blev indlemmet i Brønderslev Kommune, og Vrensted blev indlemmet i Løkken-Vrå Kommune, der ved strukturreformen i 2007 indgik i Hjørring Kommune.
I Tise Sogn ligger Tise Kirke.
I sognet findes følgende autoriserede stednavne:
- Blåsiggårds Mark (bebyggelse)
- Filholm (bebyggelse, ejerlav)
- Grevens Ris (areal)
- Gulbjerg (areal)
- Hammelmose (bebyggelse, ejerlav)
- Kirkehuse (bebyggelse)
- Manna (bebyggelse) (bebyggelse, ejerlav)
- Manna Enge (bebyggelse)
- Manna Mose (bebyggelse)
- Ryssensgrav (areal)
- Stavad (bebyggelse, ejerlav)
- Stavad Kanal (vandareal)
- Svingel (bebyggelse)
- Thise (bebyggelse, ejerlav)
- Tise Kær (bebyggelse)
- Tise Udflyttere (bebyggelse)
- Vitmose Enge (areal)
- Ørnefenner (areal)